# Atticus Mitchell

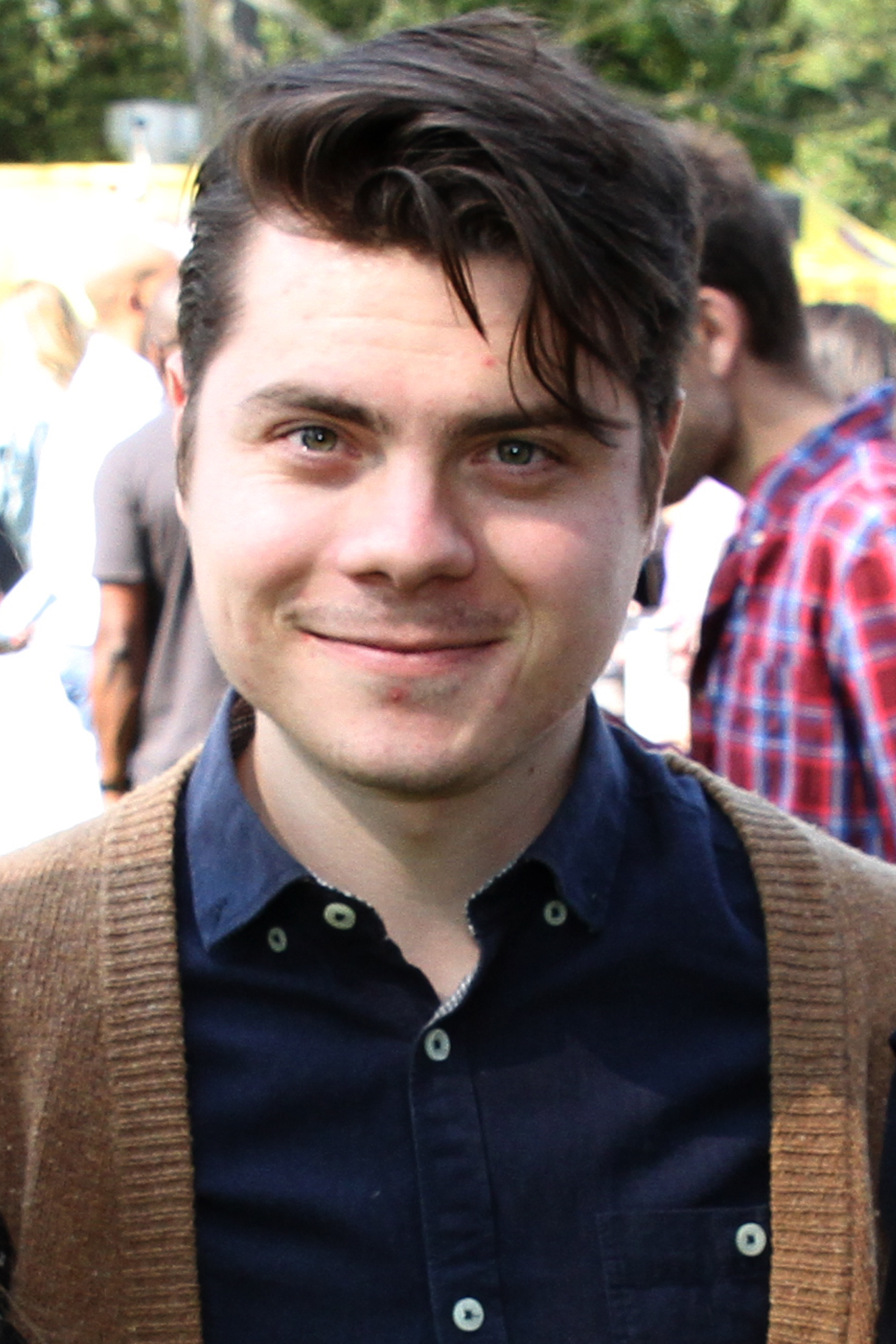
Atticus Mitchell (2017)

Atticus Dean Mitchell (* 16. Mai 1993 in Toronto, Ontario) ist ein kanadischer Schauspieler. Er hatte sein Debüt in der Fernsehserie How to Be Indie – Wie ich lerne, ich zu sein mit insgesamt acht Auftritten in der ersten Staffel und zwei weiteren in der zweiten Staffel. Von 2011 bis 2012 war er ein Hauptdarsteller der Fernsehserie Mein Babysitter ist ein Vampir.

## Filmografie
- 2009, 2011: How to Be Indie – Wie ich lerne, ich zu sein (How to Be Indie, Fernsehserie, 3 Episoden)
- 2010: Mein Babysitter ist ein Vampir – Der Film (My Babysitter’s a Vampire, Fernsehfilm)
- 2011–2012: Mein Babysitter ist ein Vampir (My Babysitter’s a Vampire, Fernsehserie, 26 Episoden)
- 2012: Radio Rebel – Unüberhörbar (Radio Rebel, Fernsehfilm)
- 2013: The Colony – Hell Freezes Over (The Colony)
- 2014: Fargo (Fernsehserie, 3 Folgen)
- 2015: Stonewall
- 2017–2018: Killjoys (Fernsehserie, 9 Folgen)
- 2018: The Expanse (Fernsehserie, 2 Folgen)
- 2020: New Eden (Sprechrolle, Fernsehserie, 2 Folgen)
- 2020–2023: The Hardy Boys (Fernsehserie, 23 Folgen)
- 2022: Transplant (Fernsehserie, 5 Folgen)